# Équipe d'Angleterre de curling
L'équipe d'Angleterre de curling est la sélection qui représente l'Angleterre dans les compétitions de curling au niveau européen et mondial. Concernant les épreuves de curling aux Jeux olympiques, Grande-Bretagne est représenté uniquement de curlers écossais, l’Écosse concentrant l'essentiel des pratiquants britanniques.
En 2017, l'équipe nationale est classé comme nation numéro 22 chez les hommes et 20 chez les femmes.

## Historique
L'Association anglaise de curling a été créée en 1971. Elle est membre à part entière de la Fédération européenne de curling (jusqu'à sa dissolution en 2014) et de la Fédération mondiale de curling et est également membre de British Curling, l'organisation qui gère les Programmes de curling paralympique.
Le premier club a été fondé à Leeds en 1820, suivi par Liverpool en 1839 et en 1914 il y avait 37 clubs jouant dans le nord de l'Angleterre.
Au plus haut niveau, les meilleurs résultats ont été des médailles de bronze pour les femmes du Championnat d'Europe 1976 et du Championnat du monde féminin senior 2003 et pour l'équipe mixte du Championnat d'Europe mixte 2009.
Les meilleurs résultats pour les hommes ont été 4e au Championnat d'Europe de 1990 et au Championnat du monde senior 2005 alors que l'équipe de fauteuil roulant a terminé 4e du Championnat du monde en fauteuil roulant en 2004. En outre, les femmes juniors ont remporté l'or au European Junior Challenge en 2015, ce qui les a qualifiées pour le Championnat du monde junior la même année.

## Palmarès et résultats

### Palmarès masculin
Titres, trophées et places d'honneur
- Championnats du monde Hommes 
  - aucune participation
- Championnats d'Europe Hommes depuis 2002 (2 participation(s))
  - Meilleur résultat : Tie-break en 2002

### Palmarès féminin
Titres, trophées et places d'honneur
- Championnats du monde Femmes
  - aucune participation
- Championnats d'Europe Femmes depuis 2003 (3 participation(s))
  - Meilleur résultat : Challenge Mondial en 2008

### Palmarès mixte
Titres, trophées et places d'honneur
- Championnat du Monde Doubles Mixte depuis 2015 (2 participation(s))
  - Meilleur résultat : 4ème pour : Championnat du Monde Doubles Mixte - Groupe D